# الراقي (فلم)
طارد الأرواح الشريرة (بالإنجليزية: The Exorcist) فيلم رعب أمريكي أنتج عام 1973 مقتبسًا عن رواية بعنوان طارد الأرواح من تأليف ويليام بيتر بلاتي التي صدرت في عام 1971. تدور أحداث الفيلم حول طفلة مسكونة بالأرواح الشريرة ومحاولات أمها اليائسة لإعادتها إلى حالتها الطبيعية بواسطة عملية طرد للأرواح الشريرة يقوم بها كاهِنان.
أحداث الفيلم والرواية مستوحاة عن عملية طرد أرواح موثقة حصلت عام 1949 لفتاة بعمر 12 سنة.
حصل الفيلم على عشر ترشيحات لجوائز الأوسكار وفاز في جائزتين: أفضل سيناريو مقتبس وأفضل تسجيل صوتي. ويعتبر الفيلم أحد أنجح أفلام الرعب في صندوق التذاكر إذ بلغت مدخولاته العالمية 441,071,011$.

## مواقع التصوير
جرى تصوير مشاهد بدايات الفيلم بالقرب من مدينة الموصل وتحديداً في مدينة الحضر الأثرية شمال العراق. وفي مدينة سنجار في محافظة نينوى شمال العراق حيث تمثال بازوزو كبير آلهة الشر الرافدينية القديمة يتم العثور عليه في تلك البقعة خلال عملية تنقيب عن الآثار في تل الرماح الاثري (تل الصبان ) ومنها تنتقل الروح الشريرة إلى جسد تلك الفتاة.

## وصلات خارجية
- مقالات تستعمل روابط فنية بلا صلة مع ويكي بيانات